# Sucesión de Mahoma

Símbolo del Islam.

La sucesión de Mahoma es el tema central que dividió a la comunidad musulmana en varias ramas en el primer siglo de la historia islámica, siendo las más prominentes entre estas sectas las ramas chiitas y suníes del Islam. El islam chiita sostiene que Ali ibn Abi Talib fue el sucesor designado del profeta islámico Mahoma como cabeza de la comunidad. El islam suní mantiene que Abu Bakr as-Siddiq es el primer líder después de Mahoma sobre la base de la elección.
Las opiniones contrastadas sobre la sucesión se basan principalmente en las diferentes interpretaciones de los acontecimientos de la historia islámica temprana, así como de los hadices (dichos de Mahoma). Los suníes creen que Mahoma no tenía un sucesor designado, tenía la intención de que la comunidad musulmana eligiera un líder de entre ellos. Aceptan el gobierno de Abu Bakr as-Siddiq, que fue elegido en Saqifa, y el de sus sucesores, que juntos se denominan los califas de Rashidun. Por el contrario, los chiitas creen que Ali ibn Abi Talib había sido nombrado previamente por Mahoma como heredero, sobre todo durante el acontecimiento de Ghadir al-Jumm. Ellos ven principalmente a los gobernantes que siguieron a Mahoma como ilegítimos, siendo los únicos líderes musulmanes legítimos Ali y sus descendientes directos, los Doce Imanes (según los chiitas duodecimanos), que son vistos como divinamente nombrados.
Además de estos dos puntos de vista principales, también hay otras opiniones sobre la sucesión de Mahoma.

## Historiografía
La mayor parte de la historia islámica se transmitió oralmente hasta después del ascenso del Califato abasí. Las obras históricas de los escritores musulmanes posteriores incluyen las biografías tradicionales de Mahoma y las citas que se le atribuyen, la sira y la literatura de hadiz, que proporcionan más información sobre la vida de Mahoma. La sira escrita («biografía de Mahoma») más antigua aún existente es la Sirat Rasul Allah («Vida del Mensajero de Dios») de Ibn Ishaq (d. 761 o 767). Aunque la obra original se ha perdido, partes de ella sobreviven en las recensiones de Ibn Hisham (m. 833) y Al-Tabari (m. 923). Muchos eruditos aceptan estas biografías, aunque su exactitud, es incierta. Los estudios de J. Schacht e Ignác Goldziher han llevado a los eruditos a distinguir entre tradiciones legales e históricas. Según William Montgomery Watt, mientras las tradiciones jurídicas podrían haber sido inventadas, el material histórico puede haber sido objeto principalmente de «moldeamiento tendencial» en lugar de ser inventado. Los estudiosos occidentales modernos abordan las historias islámicas clásicas con circunspección y tienden a confiar menos en la labor de los historiadores abasíes de lo que lo hacen los estudiosos islámicos suníes.
Las compilaciones de hadices son registros de las tradiciones o dichos de Mahoma. El desarrollo del hadiz es un elemento crucial de los tres primeros siglos de la historia islámica. Los primeros estudiosos occidentales desconfiaron de las narraciones e informes posteriores, considerándolos como invenciones. Leone Caetani consideraba que la atribución de los reportes históricos a Abd Allah ibn Abbas y Aisha era en su mayor parte ficticia, prefiriendo los relatos informados por los primeros historiadores como Ibn Ishaq. Wilferd Madelung ha rechazado el que se desestime de manera indiscriminada todo lo que no está incluido en las «fuentes primarias», juzgando en cambio las narraciones posteriores en el contexto de la historia y la compatibilidad con los acontecimientos y las figuras.
La única fuente contemporánea es el Libro de Sulaym ibn Qays (Kitab al-Saqifah) de Sulaym ibn Qays (muerto en 75-95 AH o 694-714 CE). Esta colección de hadices e informes históricos del primer siglo del calendario musulmán narra con detalle los acontecimientos relacionados con la sucesión. Sin embargo, ha habido dudas sobre la fiabilidad de la colección, y algunos creen que se trata de una creación posterior, ya que la primera mención del texto aparece en el siglo XI.

## Hadices

Ambigrama en el que «Mahoma» (محمد) se lee «Alí» (علي) cuando se gira 180°.

### Banquete de Dhul Asheera
Durante la revelación de la Ash-Shu'ara, la vigesimosexta Sura del Corán, alrededor del año 617, se dice que Mahoma recibió instrucciones de advertir a los miembros de su familia de que no se adhirieran a sus prácticas religiosas preislámicas. Existen diferentes relatos sobre el intento de Mahoma de hacerlo, y una versión afirma que había invitado a sus parientes a una comida —más tarde denominada el Banquete de Dhul Asheera—, durante la cual hizo el pronunciamiento. Según Ibn Ishaq, consistió en el siguiente discurso:

Alá me ha ordenado que te invite a Su religión diciendo: Y advierte a tus parientes más cercanos. Yo, por lo tanto, os advierto y os pido que testifiquéis que no hay más dios que Alá y que yo soy Su mensajero. Hijos de Abdul Muttalib, nadie ha venido antes a vosotros con nada mejor que lo que yo os he traído. Si lo aceptáis, vuestro bienestar estará asegurado en este mundo y en el Yanna. ¿Quién de vosotros me apoyará en el cumplimiento de este trascendental deber? ¿Quién compartirá la carga de este trabajo conmigo? ¿Quién responderá a mi llamada? ¿Quién se convertirá en mi vicegerente, mi diputado y mi visir?.

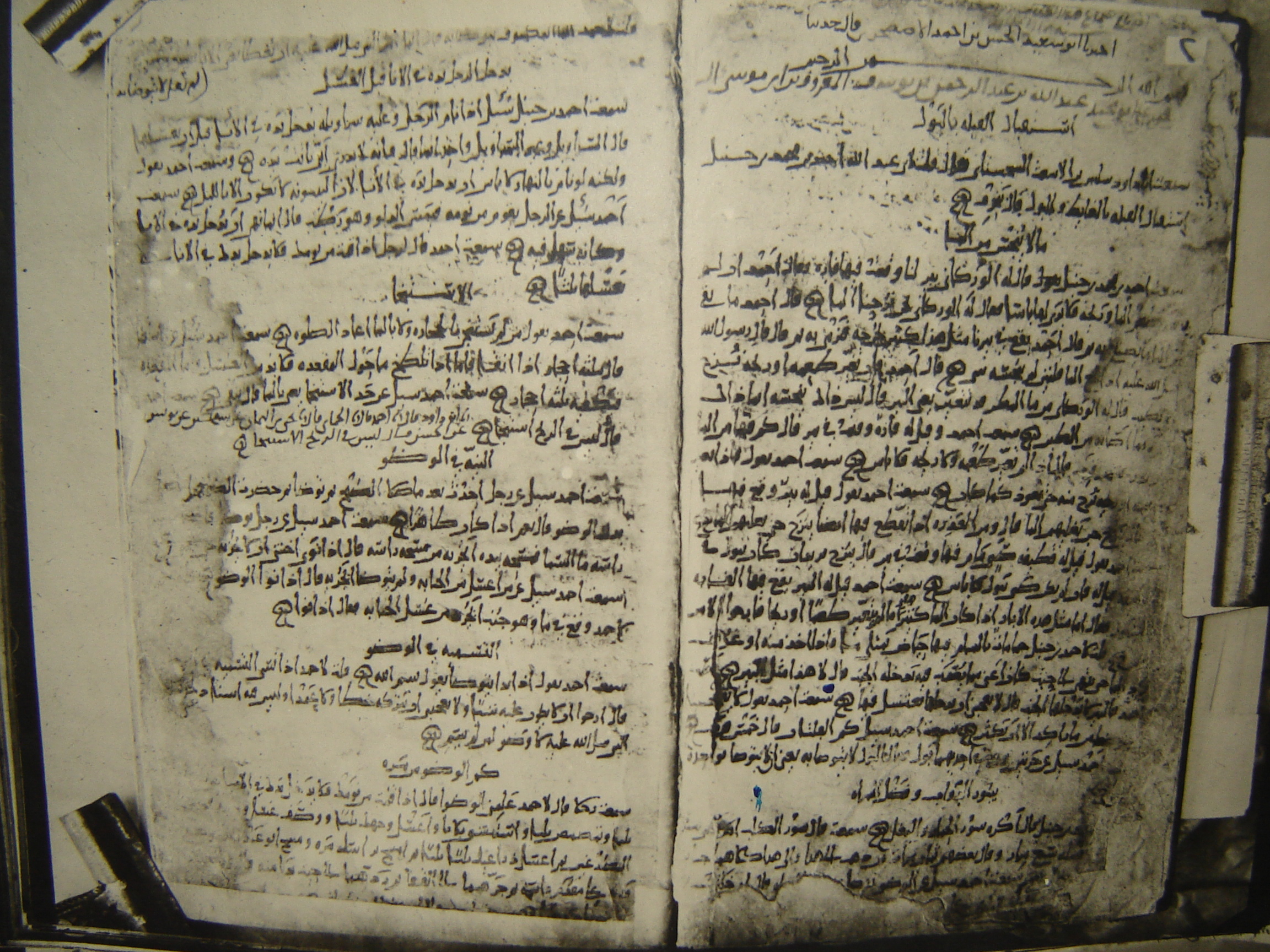
Una muestra de los escritos legales realizados por Ahmad ibn Hanbal.

Entre los reunidos, únicamente Ali ofreció su consentimiento. Algunas fuentes, como el Al Musnad de Ahmad ibn Hanbal, no describen la reacción de Mahoma ante esto, aunque Ibn Ishaq continúa diciendo que entonces declaró que Alí era su hermano, heredero y sucesor. En otra narración, cuando Mahoma aceptó la oferta de Alí, «levantó sus brazos alrededor del joven generoso y lo apretó contra su pecho» y dijo: «He aquí mi hermano, mi visir, mi vicegerente... que todos escuchen sus palabras y le obedezcan».
El nombramiento directo de Ali como heredero en esta versión es notable por el hecho de que alega que su derecho a la sucesión se estableció al principio de la actividad profética de Mahoma. La asociación con la revelación de un versículo coránico también sirve para proporcionar autenticidad a la nominación, así como autorización divina.

### Mahoma no nombra a un sucesor
Varios dichos atribuidos a prominentes compañeros de Mahoma son compilados por Al-Suyuti en su Tarikh Al Khulafa, y se utilizan para presentar la opinión de que Mahoma no había nombrado un sucesor. Uno de esos ejemplos, narrado por Al-Bayhaqi, alega que Ali ibn Abi Talib, tras su victoria en la Batalla del Camello, hizo la declaración: «Oh hombres, ciertamente el Apóstol de Dios (Mahoma) no nos ha confiado nada con respecto a esta autoridad, para que podamos, por nuestro propio juicio, aprobar y nombrar a Abu Bakr». Otro, registrado por Al-Hakim Nishapuri y también achacado a Ali, afirma que cuando se le preguntó si deseaba nombrar a su sucesor como califa, Ali respondió «el Apóstol de Dios no nombró a nadie, ¿debo por lo tanto hacerlo yo?». También se afirma que cuando al califa Úmar ibn al-Jattab se le hizo la misma pregunta, respondió que si daba una nominación, tenía precedente en las acciones de Abu Bakr; si no nombraba a nadie, tenía precedente en las de Mahoma.

### Hadiz de la posición
Según los chiitas, el Hadiz de la posición (en árabe: حديث المنزلة, Hadith al-Manzilah) también menciona a Ali como sucesor de Mahoma. Antes de embarcarse en la Batalla de Tabuk en 631, Mahoma designó a Alí para que permaneciera en Medina y gobernara en su ausencia. Según Ibn Hisham, una de las primeras fuentes disponibles de este hadiz, Ali escuchó sugerencias de que había sido dejado atrás porque Mahoma había encontrado su presencia como una carga. Ali tomó inmediatamente sus armas y siguió en persecución del ejército, alcanzándolos en una zona llamada al-Jurf. Le transmitió a Mahoma los rumores, a lo que este le respondió: «Mienten. Te dejé atrás debido a lo que había dejado atrás, así que regresa y represéntame en mi familia y en la tuya. ¿No te conformas, Ali, con estar frente a mí como Aarón lo estuvo con Moisés, excepto que no habrá ningún profeta después de mí?» Alí regresó a Medina y tomó su posición como se le ordenó.
La parte clave de este hadiz —en cuanto a la interpretación chiita de la sucesión— es la comparación de Mahoma y Alí con Moisés y su hermano Aarón. Aparte del hecho de que la relación entre los dos últimos se destaca por su especial cercanía, y de ahí que se enfatice la de los primeros, es notable que en las tradiciones musulmanas, Aarón fue designado por Dios como asistente de Moisés, actuando así como asociado en su misión profética. En el Corán, Aarón fue descrito como el asistente de su hermano cuando Moisés ascendió al monte Sinaí. Esta posición, sostiene el erudito chiita Sharif al-Murtaza, muestra que él habría sido el sucesor de Moisés y que Mahoma, al establecer un paralelismo entre ellos, veía a Alí de la misma manera. De similar importancia son las prerrogativas divinas otorgadas a los descendientes de Aarón en la literatura rabínica, por las que únicamente a su descendencia se le permite tener el sacerdocio. Esto puede compararse con la creencia chiita en el Imamah, en la que Ali y sus descendientes son considerados como herederos de la autoridad religiosa.
Sin embargo, hay una serie de advertencias contra esta interpretación. El erudito Al-Halabi registra una versión del hadiz que incluye el detalle adicional de que Ali no había sido la primera opción de Mahoma para gobernar Medina, sino que inicialmente había elegido a un individuo llamado Ya'far. Por la negativa de este último se le dio el puesto a Ali. También es notable que la relación familiar entre Moisés y Aarón no era la misma que la de Mahoma y Alí, dado que los primeros eran hermanos, mientras que los otros eran primos y suegro y yerno. Además, el Corán registra que Aarón había fallado en sus deberes durante la ausencia de su hermano, siendo incapaz no solo de guiar adecuadamente al pueblo, Finalmente, Aarón nunca sucedió a su hermano, habiendo muerto en vida de Moisés después de ser castigado por Dios por sus errores.

### Acontecimiento de Ghadir al-Jumm

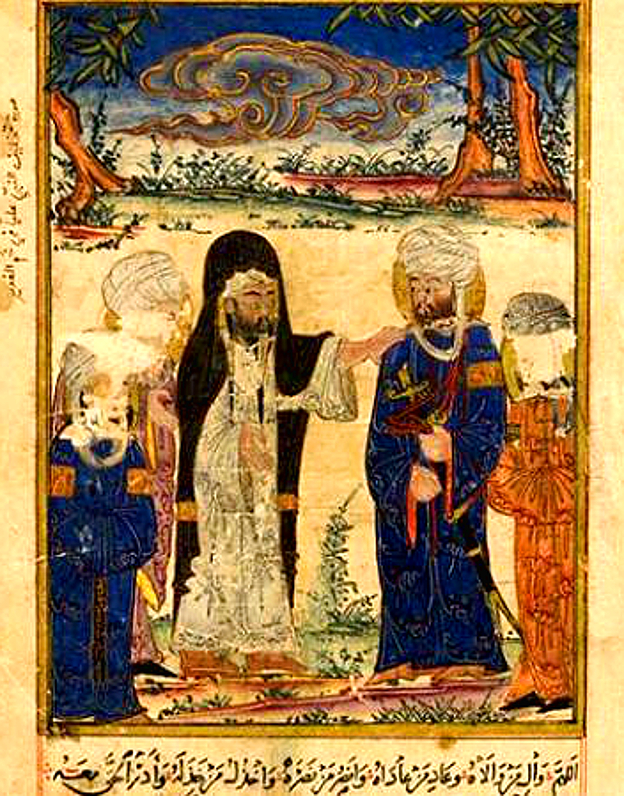
La investidura de Ali en Ghadir al-Jumm, una ilustración de la Cronología de las naciones antiguas de Al-Biruni.

El hadiz de Ghadir al-Jumm tiene muchas variaciones y es transmitido por fuentes tanto suníes como chiitas. Las narraciones generalmente afirman que en marzo de 632, Mahoma, mientras regresaba de su peregrinación de despedida junto con un gran número de seguidores y compañeros, se detuvo en el oasis de Ghadir al-Jumm. Allí, tomó la mano de Ali ibn Abi Talib y se dirigió a los reunidos. El punto de discordia entre las diferentes sectas es cuando Mahoma, mientras daba su discurso, proclamó: «Cualquiera que me tenga como su mawla, tiene a Ali como su mawla». Algunas versiones añaden la frase adicional «Oh Dios, hazte amigo del amigo de Ali y sé el enemigo de su enemigo».
Mawla tiene varios significados en árabe, y las interpretaciones respecto a cómo usa el término Mahoma aquí se dividen a lo largo de líneas sectarias entre los suníes y los chiíes. Entre el primer grupo, la palabra se traduce como «amigo» o «uno que es leal/cercano» y que Mahoma defendía que Ali merecía amistad y respeto. Por el contrario, los chiitas tienden a ver el significado como «maestro» o «gobernante, y que la declaración era una clara designación de que Ali era el sucesor designado por Mahoma.
Las fuentes chiitas también registran más detalles del acontecimiento. Afirman que los allí presentes felicitaron a Ali y lo aclamaron como Amir al-Mu'minin (Príncipe de los creyentes) mientras que Ibn Shahr Ashub informa que Hassan ibn Thabit recitó un poema en su honor. Sin embargo, se han planteado algunas dudas sobre esta perspectiva sobre el incidente. El historiador M. A. Shaban sostiene que las fuentes relativas a la comunidad de Medina en ese momento no dan ninguna indicación de la reacción que se esperaría de haberse enterado del nombramiento de Ali. Ibn Kathir, por su parte, sugiere que Ali no estaba presente en Ghadir al-Jumm, sino que iba en camino hacia Yemen al momento del sermón.

### Apoyo a la sucesión de Abu Bakr
Entre las fuentes suníes, la sucesión de Abu Bakr se justifica por las narraciones de Mahoma que muestran la consideración en la que tenía a aquel. El más notable de estos incidentes ocurrió hacia el final de la vida de Mahoma. Demasiado enfermo para dirigir las oraciones como solía hacerlo, Mahoma había dado instrucciones a Abu Bakr para que ocupara su lugar, ignorando las preocupaciones de que era demasiado delicado emocionalmente para el papel. Abu Bakr asumió posteriormente el cargo, y cuando Mahoma entró en la sala de rezo una mañana durante las oraciones del Fajr, Abu Bakr intentó dar un paso atrás para dejarle ocupar su lugar normal y dirigir. Sin embargo, Mahoma le permitió continuar.
Otros incidentes utilizados de manera similar por los suníes incluyen el que Abu Bakr sirviese como visir de Mahoma durante su tiempo en Medina, así como el de haber sido nombrado el primero de sus compañeros en comandar la peregrinación del Hach. Sin embargo, varios otros compañeros habían ejercido posiciones similares de autoridad y confianza, incluyendo la dirección de las oraciones. Por lo tanto, se arguye, tales honores no tienen mucha importancia en asuntos de sucesión.

### Incidente de la pluma y el papel
Poco antes de su muerte, Mahoma pidió materiales de escritura para emitir una declaración que evitara que la nación musulmana «se descarriara para siempre». Sin embargo, los presentes comenzaron a discutir sobre si debían obedecer esta petición, y se planteó la preocupación de que Mahoma pudiera estar sufriendo un delirio. Cuando la discusión se acaloró, Mahoma ordenó al grupo que se fuera y posteriormente decidió no escribir nada.
Se discuten muchos detalles del incidente, incluyendo la naturaleza de la declaración que planeaba Mahoma. Aunque se desconoce lo que pretendía escribir, teólogos y escritores posteriores han ofrecido sus propias sugerencias, creyendo muchos de ellos, que había deseado establecer su sucesión. Los escritores chiitas, como Al-Shaykh Al-Mufid, sugieren que habría sido un nombramiento directo de Ali como nuevo líder, mientras que los suníes, como Al-Baladhuri, afirman que era para designar a Abu Bakr. La historia también se ha vinculado al auge de la política comunitaria que siguió a la muerte de Mahoma, con la posible sugerencia de que el hadiz demuestra que Mahoma había dado implícitamente su aceptación y permiso a la forma en que la umma musulmana decide actuar en su ausencia. Por lo tanto, puede estar relacionada con la aparición de dichos atribuidos a Mahoma como «Mi umma nunca estará de acuerdo con un error», una idea perpetuada por teólogos como Ibn Hazm e Ibn Sayyid al-Nas.

## Reseña histórica

### Saqifa

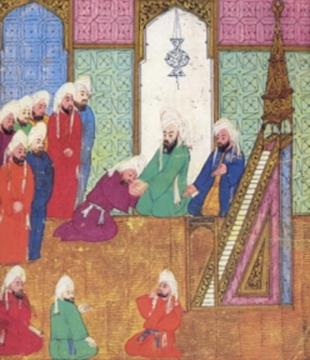
Una miniatura persa que ilustra el juramento a Abu Bakr en Saqifa.

Inmediatamente después de la muerte de Mahoma en 632, tuvo lugar una reunión de los ansar (nativos de Medina) en el saqifa (patio) del clan Banu Sa'ida. La creencia general en ese momento era que el propósito de la reunión era que los ansar decidieran entre ellos un nuevo líder de la comunidad musulmana, con la exclusión intencionada de los Al-Muhaŷirun (los emigrantes de La Meca), aunque esto se ha convertido desde entonces en objeto de debate.
Sin embargo, Abu Bakr y Úmar ibn al-Jattab, ambos prominentes compañeros de Mahoma, al enterarse de la reunión se preocuparon de un posible golpe de Estado y se apresuraron a acudir a la reunión. Cuando llegaron, Abu Bakr se dirigió a los hombres reunidos con la advertencia de que un intento de elegir a un líder fuera de la propia tribu de Mahoma, los quraysh (o coraichitas), probablemente provocaría disensiones, ya que únicamente ellos podían imponer el respeto necesario entre la comunidad. Luego tomó de la mano a Úmar y a otro compañero, Abu Ubaidah ibn al-Yarrah, y se los ofreció a los ansar como posibles opciones. Se le respondió con la sugerencia de que los quraysh y los ansar eligieran cada uno un líder de entre ellos, y que luego los dos gobernarían conjuntamente. El grupo se acaloró al escuchar esta propuesta y empezaron a discutir entre ellos. Úmar tomó rápidamente la mano de Abu Bakr y juró lealtad a este último, un ejemplo que fue seguido por los hombres reunidos.
Abu Bakr fue aceptado casi universalmente como jefe de la comunidad musulmana como resultado de Saqifa, aunque se enfrentó a una disputa como resultado de la naturaleza apresurada del evento. Varios compañeros, entre los que destacaba Ali Ibn Abi Tálib, se negaron inicialmente a reconocer su autoridad. Era razonable esperar que el propio Ali asumiera el liderazgo a la muerte de Mahoma, ya que era primo y yerno de este último. El teólogo Ibrahim al-Nakhai declaró que Ali también tenía apoyo entre los Ansar para su sucesión, lo que se explica por los vínculos genealógicos que compartía con ellos. Se desconoce si su candidatura a la sucesión se planteó durante el evento de Saqifa, aunque no es improbable. Abu Bakr envió más tarde a Úmar a enfrentar a Ali para ganar su lealtad, lo que resultó en un altercado que pudo haber implicado violencia. Seis meses después de Saqifa, el grupo disidente hizo las paces con Abu Bakr y Ali le ofreció su lealtad. Sin embargo, este conflicto inicial es considerado como el primer signo de la división que se avecinaba entre los musulmanes. Los que habían aceptado la elección de Abu Bakr se convirtieron más tarde en los suníes, mientras que los partidarios del derecho hereditario de Ali se convirtieron finalmente en los chiíes.

## Sucesión posterior

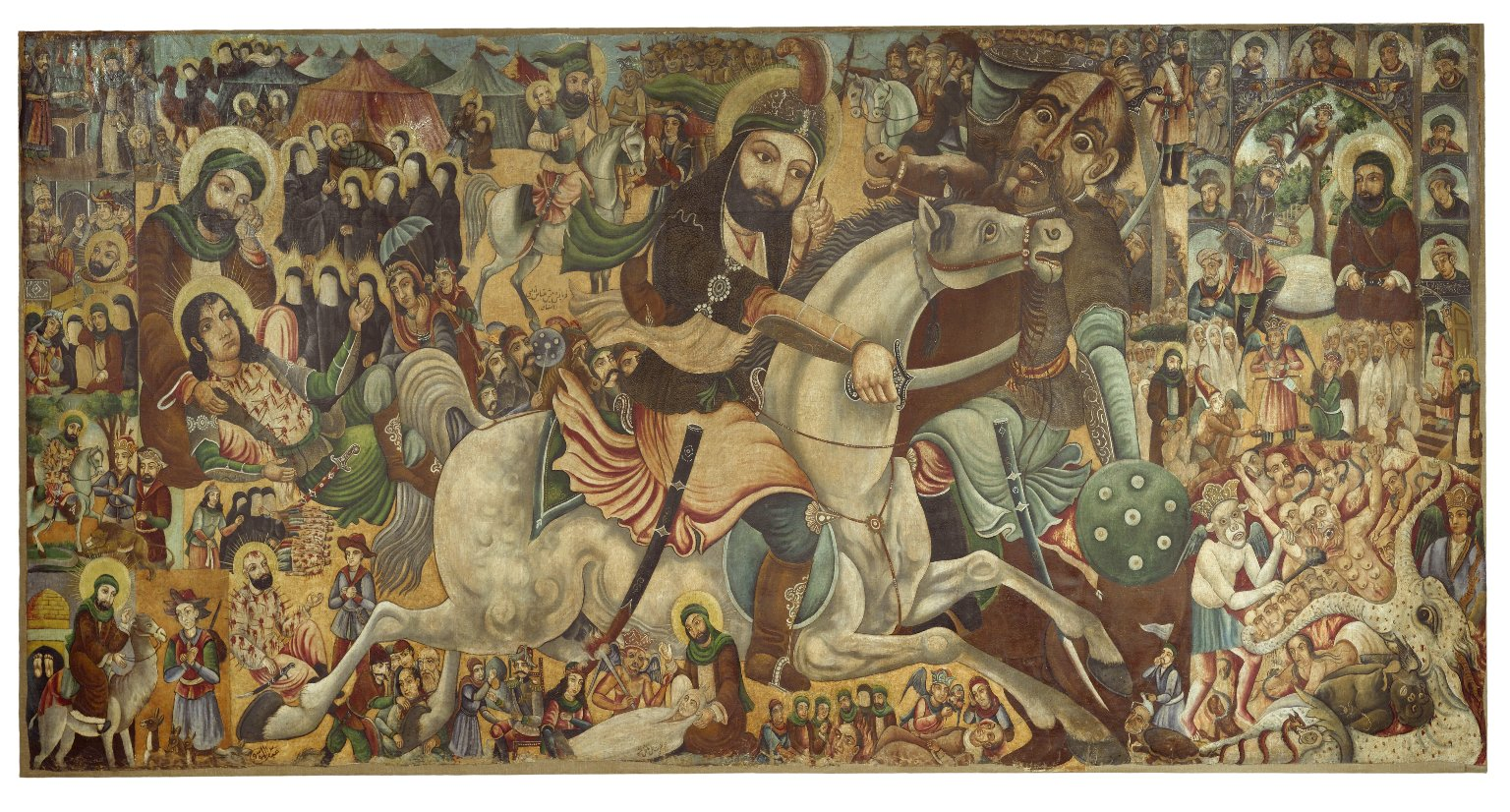
Batalla de Karbala, una pintura al óleo de Abbas Al-Musavi.

Abu Bakr adoptó el título de Khalifat Rasul Allah, generalmente traducido como «Sucesor del Mensajero de Dios». Esto se acortó a califa. El uso de este título continuó con los propios sucesores de Abu Bakr, los califas Úmar ibn al-Jattab, Uthmán ibn Affán y Ali Ibn Abi Tálib, en ninguno de estos casos transmitido de manera hereditaria. Este fue un grupo al que los suníes se refirieron como los califas rashidun ('correctamente guiados'), aunque únicamente Ali es reconocido por los chiíes. El argumento de Abu Bakr de que el califato debería mantenerse entre los quraysh (coraichitas) fue aceptado por casi todos los musulmanes en las generaciones posteriores. Sin embargo, después del asesinato de Ali en el año 661, esta definición también permitió el ascenso al trono de los omeyas, quienes a pesar de ser miembros de los Quraysh, se opusieron a Mahoma inicialmente y solo se convirtieron en general de manera tardía al islam durante la vida de Mahoma.
El ascenso de los omeyas al califato había sido precedido por una guerra civil entre los suníes y los chiitas conocida como la Primera fitna. Las hostilidades cesaron cuando el hijo mayor de Ali, Hasan ibn Ali —que había sido elegido a la muerte de su padre—, acordó abdicar en favor del primer califa omeya, Muawiya I, lo que dio lugar a un período de relativa calma y a una pausa en los desacuerdos sectarios. Esto terminó a la muerte de Muawiya después de veinte años de gobierno, cuando en lugar de seguir la tradición anterior de elegir/nombrar un sucesor de entre la comunidad piadosa, nombró a su propio hijo Yazid I. Este proceso de sucesión hereditaria enfureció al hermano menor de Hasan ibn Ali, Husáin ibn Ali, que denunció públicamente la legitimidad del nuevo califa. Husáin y su familia fueron finalmente asesinados por las fuerzas de Yazid en el 680, durante la batalla de Karbala. Este conflicto marcó la Segunda Fitna, como resultado del cual el cisma chiismo/sunismo se consolidó.
La sucesión se transformó posteriormente, bajo el Califato omeya, de un puesto electivo/nombrado a ser efectivamente hereditario dentro de la familia, lo que llevó a la queja de que el califato se había convertido en nada más que una «realeza mundana». La idea chií de la sucesión de Mahoma evolucionó de manera similar a lo largo del tiempo. Inicialmente, algunas de las primeras sectas chiitas no lo limitaban a los descendientes de Alí y Mahoma, sino a la familia extendida de Mahoma en general. Uno de estos grupos, los Hashimiyya (una subsecta de los chiíes kaysanitas), se unió a los suníes para apoyar la rebelión contra los omeyas liderada por el clan abasí, quienes eran descendientes del tío paterno de Mahoma, Abbás. Sin embargo, cuando los abasíes llegaron al poder en el año 750, empezaron a defender el islam suní, alienando a los chiitas. Después, la secta limitó la sucesión a los alides, descendientes de Ali Ibn Abi Tálib y Fátima az-Zahra, en la forma de imanes.

## Perspectiva chiita duodecimana

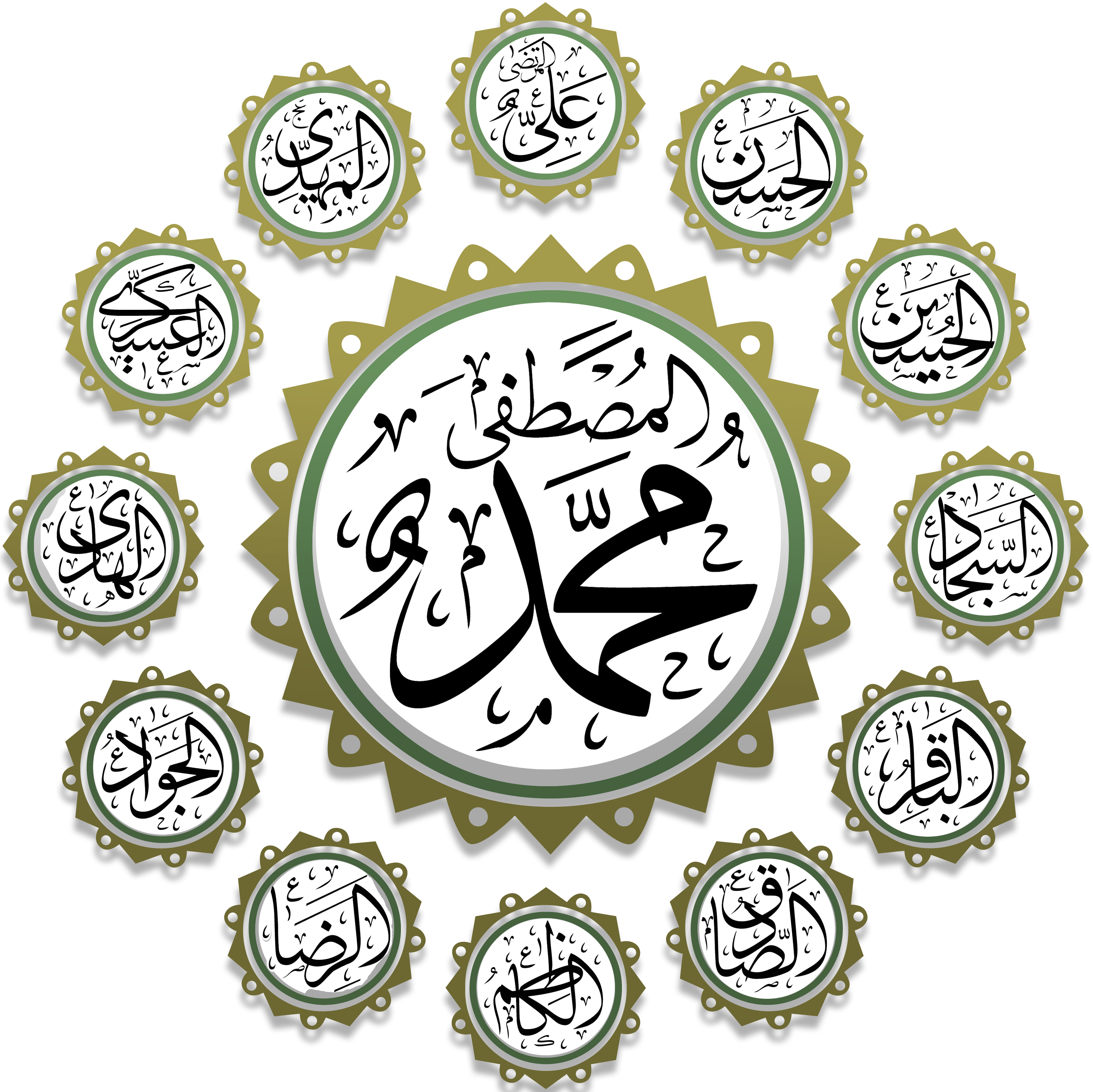
Representación caligráfica de Los Doce Imanes junto con el nombre del profeta Mahoma.

Con la excepción de los zaydíes, los chiitas creen en el imamato, un principio por el cual los gobernantes se consideran Imanes que son divinamente escogidos, infalibles y sin pecado y deben provenir del Ahl al-Bayt (la casa de Mahoma) sin importar la opinión de la mayoría, la sura o la elección. Afirman que, antes de su muerte, Mahoma había dado muchos indicios, en el caso de Ghadir al-Jumm en particular, de que consideraba a Ali, su primo y yerno, como su sucesor. Para los imamíes o duodecimanos, Ali y sus once descendientes, los Doce Imanes, han sido considerados, incluso antes de su nacimiento, como los únicos gobernantes islámicos válidos nombrados y decretados por Dios. Los musulmanes chiitas creen que, con la excepción de Ali y Hasan, todos los califas que siguieron a la muerte de Mahoma eran ilegítimos y que los musulmanes no tenían la obligación de seguirlos. Sostienen que la única guía que quedó, como se indica en el hadiz de la Narración de Zaqalain, es el Corán y la familia y la descendencia de Mahoma. Estos últimos, debido a su infalibilidad, se consideran capaces de dirigir la comunidad musulmana con justicia y equidad.

## Perspectiva chiita zaydí
Los zaydíes o zaydiyyah, un subgrupo del chiismo, creen que los líderes de la comunidad musulmana deben ser fatimíes: descendientes de Fátima y Ali, a través de cualquiera de sus hijos, Hasan o Husáin. A diferencia de los chiitas duodecimanos e ismaelitas, los zaydíes no creen en la infalibilidad de los imanes ni en que la posición de imán deba pasar de padre a hijo. Se llamaron a sí mismos zaydíes en honor de Zayd ibn Ali, nieto de Husáin ibn Ali, a quien consideran el sucesor legítimo del imán. Esto se debía a que lideró una rebelión contra el califato Omeya, el cual consideraba tirano y corrupto. El entonces imán duodecimano, su hermano Muhammad al-Baqir, no había querido inmiscuirse en acciones políticas y los seguidores de Zayd creían que un verdadero Imán debía luchar contra los gobernantes corruptos.
Una facción, los Batriyya o batríes, intentó llegar a un acuerdo entre los suníes y los chiitas admitiendo la legitimidad de los califas suníes, si bien manteniendo que eran inferiores a Ali. Su argumento era que si bien Ali era el más adecuado para suceder a Mahoma, los reinados de Abu Bakr y Úmar debían ser reconocidos porque Ali mismo los había reconocido. Esta creencia, denominada «Imamat al-Mafdul», es una que también se ha atribuido al propio Zayd.

## Perspectiva del sunismo
La creencia general de los suníes afirma que Mahoma no había elegido a nadie para sucederle, razonando, en cambio, que tenía la intención de que la comunidad decidiera un líder entre ellos. Sin embargo, se utilizan algunos hadices específicos para justificar que Mahoma pretendía que Abu Bakr lo sucediera, pero que había mostrado esta decisión a través de sus acciones en lugar de hacerlo verbalmente.
La elección de un califa es idealmente una elección democrática hecha por la comunidad musulmana. Se supone que sean miembros de los coraichitas, la tribu de Mahoma. Sin embargo, no se trata de un requisito estricto, dado que los califas otomanos no tenían ninguna relación familiar con la tribu. No se les considera infalibles y pueden ser destituidos de sus cargos si sus acciones se consideran pecaminosas. Abu Bakr, Úmar, Uthmán y Ali son considerados los más justos de su generación, y su mérito se refleja en su califato. Los califatos subsiguientes de los Omeyas y los Abasíes, aunque no son ideales, se consideran legítimos porque cumplieron con los requisitos de la ley, mantuvieron las fronteras seguras y la comunidad en general unida..

## Perspectiva de los ibadíes
Los ibadíes, una escuela islámica distinta de los suníes y los chiitas, creen que el liderazgo de la comunidad musulmana no es algo que deba decidirse por el linaje, las afiliaciones tribales o la selección divina, sino más bien por la elección de musulmanes prominentes. Consideran que los líderes no son infalibles y que si no mantienen un gobierno legítimo de acuerdo con la ley islámica, es el deber de la población sacarlos del poder. Los califas de Rashidun son vistos como gobernantes que fueron elegidos de manera legítima y que Abu Bakr y Úmar ibn al-Jattab en particular fueron líderes justos. Sin embargo, se considera que Uthmán ibn Affán cometió graves pecados durante la última mitad de su gobierno y que merecía la muerte. De igual manera, también afirman que Ali perdió su mandato.
Su primer imán fue Abd Allah ibn Wahb al-Rasibi, que fue seleccionado después de que el grupo se distanciara de Ali. Otros individuos vistos como imanes son Abu Ubaidah Muslim, Abdallah ibn Yahya al-Kindi y Umar ibn Abdul Aziz.

### Libros académicos
- Ashraf, Shahid (2004), Holy Prophet and Companions (15 Vol Set), Anmol Publications Pvt. Ltd, ISBN 978-81-261-1940-0, consultado el 3 de enero de 2013.
- Chirri, Mohamad Jawad (1982), The brother of the prophet Mohammad (the Imam Ali): a reconstruction of Islamic history and an extensive research of the Shi-ite Islamic school of thought, Islamic Center of Detroit, consultado el 3 de enero de 2013.
- Holt, P. M.; Lewis, Bernard (1977), Cambridge History of Islam I, Cambridge University Press, ISBN 0-521-29136-4.
- Lapidus, Ira (2002), A History of Islamic Societies (2nd edición), Cambridge University Press, ISBN 978-0-521-77933-3.
- Tabatabae, Sayyid Mohammad Hosayn; Nasr, Hossein (translator) (1979), Shi'ite Islam, State University of New York Press, ISBN 0-87395-272-3.

### Libros chiitas
- Shi'a Islam , by Muhammad Husayn Tabatabaei and Hossein Nasr, State University of New York Press, 1979
- Al-Murāja'āt: A Shī'i-Sunni Dialogue by Sayyid 'Abdul-Husayn Sharafud-Dīn al-Mūsawi, 2001, Ansariyan Publications: Qum, Irán.
- Peshawar Nights by Sultanu'l-Wa'izin Shirazi, 2001, Ansariyan Publications: Qum, Irán.
- Ask Those Who Know by Muhammad al-Tijani, 2001, Ansariyan Publications: Qum, Irán.
- To be with the Truthful by Muhammad al-Tijani, 2000, Ansariyan Publications: Qum, Irán.
- The Shi'a: The Real Followers of the Sunnah by Muhammad al-Tijani, 2000, Ansariyan Publications: Qum, Irán.
- Imamate and Leadership by Mujtaba Musavi Lari
- the Vicegerency of the Prophet by Rizvi, S. Saeed Akhtar, (Tehran: WOFIS, 1985) pp. 57–60.
- Fara'id al-Simtayn by the Shia scholar Ibrahim b Muhammad b Himaway al Juwayni who died in 1322 AD/ 722 AH (The Scale of Wisdom by M. Muhammadi Rayshahri) (Al-Tawhid Vol 8, Sāzmān-i Tablīghāt-i Islāmī (Teherán, Irán), p. 170).

### Libros sunitas
- Sealed Nectar by Safiur Rahman Mubarakpuri, 2002, Darussalam Publications.
- Al-Bukhari Translated by Dr. Muhammad Muhsin Khan, 1997, Darussalam Publications
- Peshawar Nights the Art of Fictional-Narration by Abu Muhammad al-Afriqi
- Life of Muhammad by Muhammad Husayn Haykal
- Prophet Muhammad and The First Muslim State by Mohammad Mahmoud Ghali
- Abu Bakr As-Siddeeq by Muhammad Rajih Jad'an
- The Biography of Abu Bakr As Siddeeq by Ali al-Sallabi.

- Datos: Q4115056